# 中山貢一
中山 貢一（なかやま こういち、1941年 - ）は、日本の薬学者（薬理学）。学位は医学博士（東北大学・1973年）。静岡県立大学名誉教授。
三共株式会社での勤務を経て、アルベルト・ルートヴィヒ大学フライブルク生理学研究所研究員、帝京大学薬学部助教授、静岡薬科大学薬学部教授、静岡県立大学薬学部教授、岩手医科大学薬学部教授などを歴任した。

## 概要
東京府出身の薬理学を専攻する薬学者である。血行動態力学の観点から、血行の力学刺激が重要な循環調節因子であり、血管の肥厚、動脈硬化、高血圧、血管攣縮の発症や進行に密接に関係することを証明するなど、循環薬理学の発展に大きく貢献したことで知られている。三共での勤務を経て、アルベルト・ルートヴィヒ大学フライブルクで研究に従事し、帝京大学、静岡薬科大学、静岡県立大学、岩手医科大学で教鞭を執った。

## 来歴

### 生い立ち
1941年（昭和16年）、東京府にて生まれる。国が設置・運営する東京大学に進学し、薬学部にて学んだ。1965年（昭和40年）3月、東京大学を卒業した。それに伴い、薬学士の称号を取得した。
大学卒業後は、三共に入社した。その後、国が設置・運営する東北大学に内地留学することになり、医学部にて学んだ。医学部では薬理学教室に在籍し、橋本虎六より指導を受ける。「Vocalization response of puppies to intra-arterial administration of bradykinin and other algesic agents, and mode of actions of blocking agents」と題した博士論文を執筆し、1973年（昭和48年）2月21日に東北大学より医学博士の学位を授与された。

### 薬学者として
ドイツ連邦共和国に渡り、アルベルト・ルートヴィヒ大学フライブルクにて生理学研究所の研究員に就任する。帰国後は、帝京第一学園が設置・運営する帝京大学に採用され、薬学部の助教授に就任した。
1985年（昭和60年）7月、静岡県により設置・運営される静岡薬科大学に転じ、薬学部の教授に就任した。1987年（昭和62年）、同じく静岡県により設置・運営される静岡県立大学に異動し、薬学部の教授に就任した。薬学部においては、薬理学講座を受け持った。なお、静岡県立大学を退職後、これまでの功績が評価され2006年（平成18年）に名誉教授の称号が授与された。
その後は同名の学校法人により設置・運営されている岩手医科大学に転じ、薬学部の教授に就任した。薬学部においては、分子細胞薬理学分野を受け持った。岩手医科大学退職に際して、分子細胞薬理学分野は弘瀨雅教に引き継がれた。

## 研究
専門は薬学であり、特に薬理学に関する分野の研究に従事した。具体的には、循環系の生体力学的な反応と薬物による制御について研究していた。血圧、血流、心臓や血管の収縮や弛緩について研究し、これらの血行力学刺激が重要な循環調節因子であり、血管の肥厚、動脈硬化、高血圧、血管攣縮といった病の発症や進展に深く関係することを証明した。こうした研究業績により、循環薬理学において大きな功績を遺した。なお、東北大学に内地留学していた頃は、橋本虎六の指導の下で痛みの発生機序について研究しており、平則夫とともに実験系の開発に取り組んだ。
研究成果は論文等で発表しており、2006年（平成18年）時点で100編超の原著論文と70編超の総説を著している。また、『薬学・薬理学』を編纂して上梓するなど、複数の学術書や専門書を手掛けている。ハインツ・ルールマンらによる『薬理学アトラス』を訳すなど、学術書や専門書の翻訳にも携わった。
学術団体としては、日本薬理学会、日本薬学会、日本生理学会、日本脈管学会、日本糖尿病学会、日本循環薬理学会、日本心脈管作動物質学会、日本血管生物医学会、日本循環器学会、日本平滑筋学会、日本生物物理学会、などに所属していた。日本薬理学会、日本薬学会、日本平滑筋学会ではそれぞれ評議員を務めていた。また、日本薬学会の東海支部では幹事に就任していた。

## 略歴
- 1941年[3] - 東京府にて誕生[1]。
- 1965年 - 東京大学薬学部卒業[1]。
- 1985年 - 静岡薬科大学薬学部教授[1]。
- 1987年 - 静岡県立大学薬学部教授[1]。
- 2006年 - 静岡県立大学名誉教授[1]。

## 著作

### 共著
- 杉晴夫ほか共著『人体機能生理学』改訂2版、南江堂、1985年。
- 杉晴夫編著『人体機能生理学』改訂2版、南江堂、1991年。ISBN 4524213171
- 杉晴夫編著『人体機能生理学』改訂3版、南江堂、1997年。ISBN 4524212418
- 杉晴夫編著『人体機能生理学』改訂4版、南江堂、2003年。ISBN 4524224785

### 編纂
- 中山貢一編著『薬学・薬理学』丸善、1989年。ISBN 4621034294
- 高柳一成・中山貢一編『薬理学マニュアル』4版、南山堂、2002年。ISBN 4525722746

### 翻訳
- Heinz Lüllmannほか著、中山貢一・酒井悠次訳『薬理学アトラス』文光堂、1992年。ISBN 4830603119

### 註釈
1. ↑  東京府は、1943年に東京都に移行した。
2. ↑  東京大学は、2004年に国から国立大学法人東京大学に移管された。
3. ↑  薬学士の称号は、1991年7月1日以降の学士（薬学）の学位に相当する。
4. ↑  三共株式会社は、2007年に第一三共株式会社に吸収合併された。
5. ↑  東北大学は、2004年に国から国立大学法人東北大学に移管された。
6. ↑  医学博士の学位は、1991年7月1日以降の博士（医学）の学位に相当する。
7. ↑  学校法人帝京第一学園は、1987年に学校法人帝京大学に改組された。
8. ↑  静岡薬科大学は、静岡女子大学、静岡女子短期大学と統合され、1987年に静岡県立大学が設置された。
9. ↑  静岡県立大学は、2007年に静岡県から静岡県公立大学法人に移管された。

## 関連人物
- 小原一男
- 杉晴夫

## 関連記事
- 薬学
- 薬理学
- 薬物動態学